# Grèce au Concours Eurovision de la chanson 2016
La Grèce est l'un des quarante-deux pays participants du Concours Eurovision de la chanson 2016, qui se déroule à Stockholm en Suède. Le pays est représenté par le groupe Argo et sa chanson Utopian Land, sélectionnés en interne par le diffuseur grec ERT. Le pays termine 16e avec 44 points en demi-finale, échouant pour la première fois à se qualifier.

## Sélection
Le diffuseur grec ERT confirme sa participation à l'Eurovision 2016 le 31 août 2016. Il annonce le 9 février 2016 avoir sélectionné le groupe Argo comme représentant. Leur chanson, intitulée Utopian Land, interprétée en grec et en anglais avec quelques paroles en grec pontique, est publiée le 10 mars 2016.

## À l'Eurovision
La Grèce participe à la première demi-finale, le 10 mai 2016. Arrivée 16e avec 44 points, elle est éliminée. C'est la première fois que la Grèce échoue en demi-finale depuis leur instauration en 2004.